# Perlenbachtalsperre
Die Perlenbachtalsperre liegt bei Monschau in der Städteregion Aachen in Nordrhein-Westfalen. Auf der Westseite des Sees befindet sich die Bundesstraße 399, während auf der Ostseite ein Wanderweg vom Staudamm bis zur Höfener Mühle verläuft. Das Bauwerk staut den Perlenbach. Das Wasser der Talsperre dient der Trinkwasserversorgung sowie der Stromerzeugung durch Wasserkraft. Sie wurde 1956 fertiggestellt und wird durch den Wasserversorgungszweckverband Perlenbach betrieben. 

## Beschreibung
Im Jahr 1953 wurde mit dem Bau des Staudammes begonnen. Wegen der hohen Festigkeit bei geringen Kosten entschieden sich die Planer für den Bau eines Steinschüttdamms, ausgelegt auf einen Stauinhalt von 800.000 Kubikmetern. Der 120 Meter lange und insgesamt 18 Meter hohe Damm hat eine befahrbare Straße auf der fünf Meter breiten Krone und fügt sich durch seine optische Gestaltung harmonisch in die Landschaft ein.
Das Einzugsgebiet der Perlenbachtalsperre umfasst 64,4 Quadratkilometer, von denen knapp zwei Drittel auf belgischem Gebiet liegen. Quelle und früher Verlauf des Perlenbaches liegen auf dem belgischen Truppenübungsplatz Elsenborn. Neben dem Hauptzufluss Perlenbach bilden auch der Hasselbach, der Königsbach, der Römerbach und der Höfener Bach wichtige Zuläufe zur Talsperre.
In einem quer unter dem Damm verlaufenden Stollen befinden sich die Rohrleitungen zur Trinkwasserentnahme sowie der Grundablass, mit dem die Talsperre entleert werden kann.
Das Wasser zur Unterwasserabgabe wird von einem Wasserkraftwerk zur Energiegewinnung genutzt. Extremes Hochwasser kann über die Hochwasserentlastungsanlage am Staudamm vorbei in den Unterlauf des Perlbaches geleitet werden. 
Sechs Peilbrunnen im Dammkörper ermöglichen eine Beobachtung des Sickerwassers. Die Stabilität des Dammkörpers, etwa bei einem Erdbeben, sowie die Leistungsfähigkeit der Hochwasserentlastung wurden in aufwendigen computergestützten Verfahren nachgewiesen.

## Trinkwasseraufbereitung
Das Rohwasser der Perlenbachtalsperre wird mittels zweier Entnahmeleitungen DN 300 aus zwölf Metern Tiefe entnommen. Über einen Stollen gelangt es in die im Jahr 2001 in Betrieb genommene Voraufbereitungsanlage zur Flockung und Filtration. Diese hat eine maximale Leistung von 700 Kubikmeter pro Stunde, wobei die tatsächliche Auslastung in der Regel bei etwa 400 bis 600 m³/h beträgt. Jährlich werden etwa 3,65 Millionen (Stand 2008) Kubikmeter Rohwasser zu Trinkwasser aufbereitet. Zunächst wird dem Rohwasser Kalkmilch (Ca(OH)2) zugegeben, bevor es in zwei 35 Kubikmeter große Reaktionskammern eintritt. Bei einem pH-Wert von 10 oxidiert im Wasser gelöstes Mangan und wird abfiltriert. Die Zugabe von Kalkmilch und Kohlenstoffdioxid erhöht zudem die Härte des weichen Talsperrenwassers und senkt den pH-Wert auf 6,3. In sechs autarken Flockern bringt das Flockungsmittel (FeCl3) die Trübstoffe des Wassers in eine abfiltrierbare Form. Gitterrührwerke verstärken diese Bildung voluminöser Flocken, die anschließend leicht herausgefiltert werden können. Jeder Filter hat eine Filterfläche von 30 Quadratmetern und ist aus zwei Schichten aufgebaut: Die obere und gröbere Schicht besteht aus Hydro-Anthrazit (Steinkohle) mit einer Höhe von 1,4 Metern, die untere aus einer 90 Zentimeter starken Quarzsandschicht (Primärflockung).
Der ältere Teil der Trinkwasseraufbereitungsanlage besteht aus zwei parallel betriebenen Filteranlagen. Die ältere wurde 1956 in offener Bauweise hergestellt und 2007 saniert, unter anderem durch eine komplette Auskleidung mit Edelstahl. Die zweite Filteranlage bilden die 1973 errichteten geschlossenen Doppelstockfilter im Filterhaus 3. In den vorgeschalteten Reaktionskammern wird Flockungsmittel (Al2(SO4)3) zugegeben, die oberen Einschichtfilter halten die gebildeten Flocken zurück. Der untere Filter dient der Entsäuerung auf einen pH-Wert von 8,5 und der Aufhärtung. Das Filtermaterial besteht aus halbgebranntem Dolomit und entzieht dem Wasser überschüssiges, korrosionsförderndes Kohlenstoffdioxid (Sekundärflockung). 
Abschließend wird das Wasser mit Chlorgas desinfiziert und mit einem Phosphatgemisch dosiert, um das Rohrleitungsnetz vor Korrosion zu schützen. Das Trinkwasser wird in die 380 Kubikmeter fassende Reinwasserkammer geleitet, in die Hochbehälter gepumpt und gelangt schließlich über das Verteilungsnetz zum Endkunden. Der Wasserversorgungszweckverband Perlenbach versorgt damit sieben Gemeinden in der Nordeifel. Das Wasser ist sehr weich (Härtebereich I) und deshalb kalkaggressiv.

## Wasserkraft
Die Wasserkraftanlage hat eine Leistung von 100 kW. Die Hochwasserentlastung hat einen 27 m breiten festen Überfall und eine 8,5 m breite Fischbauchklappe.
Um die Energie des Wassers, das die Perlenbachtalsperre durchfließt, effektiv und zudem ökologisch sinnvoll zu nutzen, wurde eine Wasserkraftanlage errichtet. Im Jahr 2004 wurde sie nach drei Jahren Bau und Planung in Betrieb genommen. Die Jahresarbeit zwischen 850.000 und 1,2 Millionen Kilowattstunden entspricht einer Einsparung von etwa 900 Tonnen fossil erzeugtem CO2. Etwa 300 Haushalte können so mit Strom versorgt werden. Die Anlage wurde mit 150.000 Euro vom Land NRW gefördert Der Einlauf in die Wasserkraftanlage liegt unter dem Wasserspiegel. Über eine 160 Meter lange Leitung mit einer Fallhöhe von 18 Metern tritt das Wasser in das Krafthaus ein und mündet in die Turbine, die einen Generator antreibt. Das Wasser gelangt zurück in den Unterlauf des Perlenbachs. In trockenen Zeiten wird die Leistung der Anlage gedrosselt oder ganz abgeschaltet – die Trinkwasserversorgung bleibt die vorrangige Aufgabe der Perlenbachtalsperre.

## Sanierungen
Für den Zeitraum vom 15. Februar 1997 bis zum 3. Dezember 2001, also für nahezu fünf Jahre, hat das Gesundheitsamt des Kreises Aachen wegen der mangelnden Qualität des vom Wasserversorgungszweckverband Perlenbach abgegebenen Trinkwassers eine Abkochempfehlung ausgesprochen. Die Staatsanwaltschaft Aachen nahm Ermittlungen auf wegen Verstoß gegen das Bundesseuchengesetz. Im Januar 2002 gab der Vorsitzende der Verbandsversammlung das Ende der Abkochempfehlung bekannt.
2001 wurde eine sogenannte „geschlossene“ Trinkwasseraufbereitungsanlage in Betrieb genommen. Nach der Fertigstellung und Dichtigkeitsprüfung der Schweißnähte wurden die Filter schließlich mit neuem Sand befüllt. 2007, nach rund einem Jahr Bauzeit, ging die offene Filteranlage wieder in Betrieb.

## Bilder

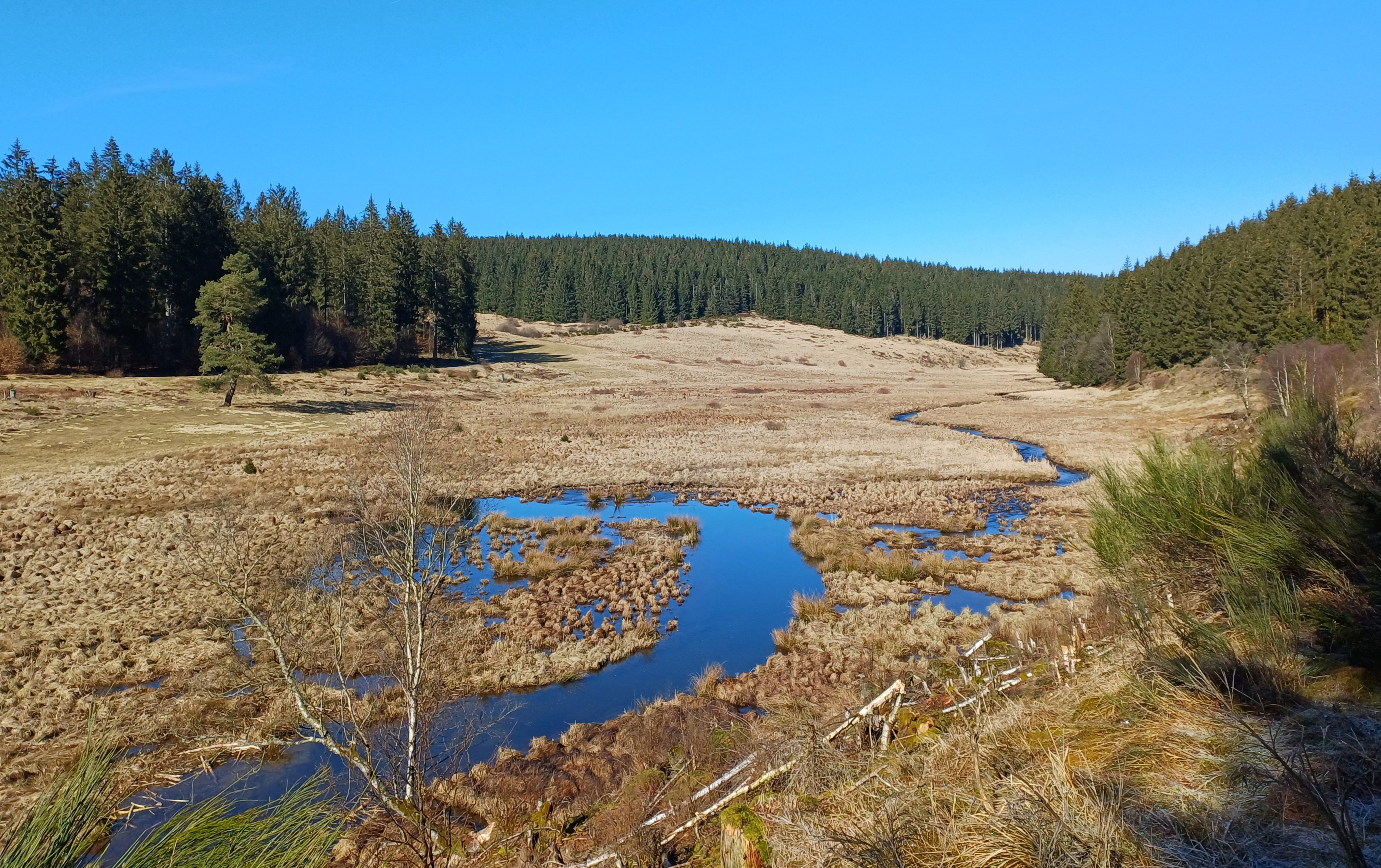
Der Perlenbach im belgischen Oberlauf
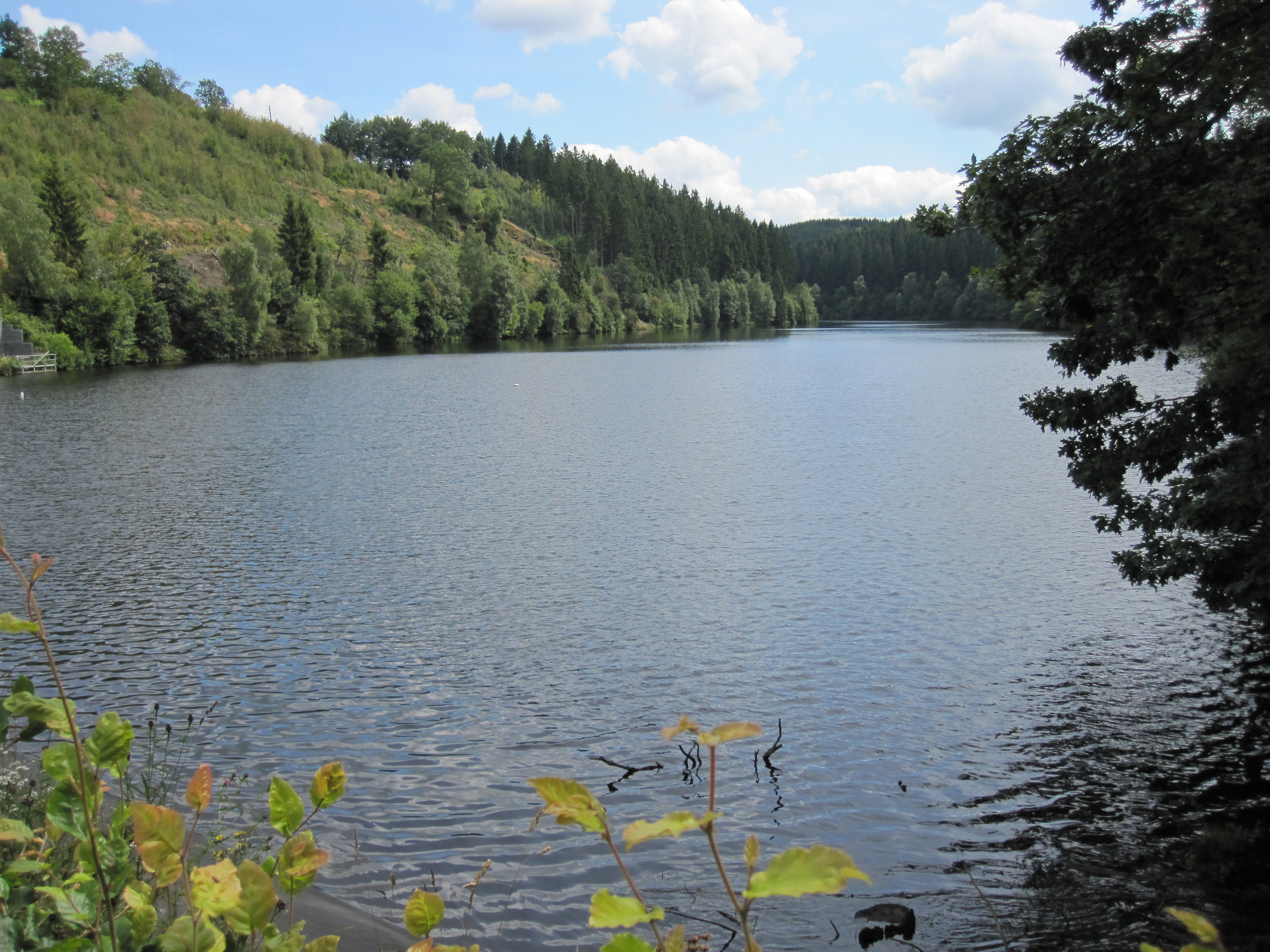
Blick über den See
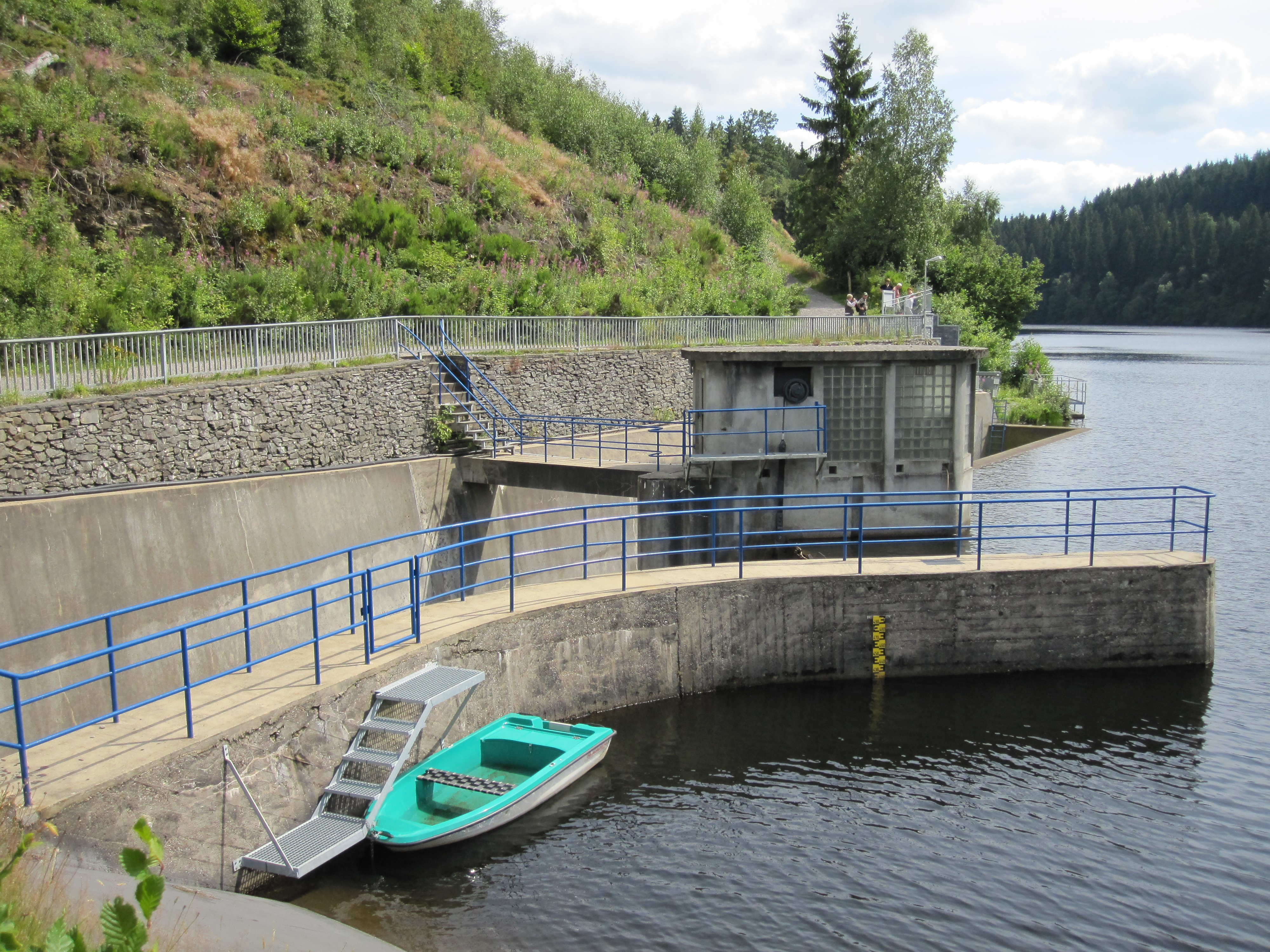
Wehr mit Hochwasserentlastung
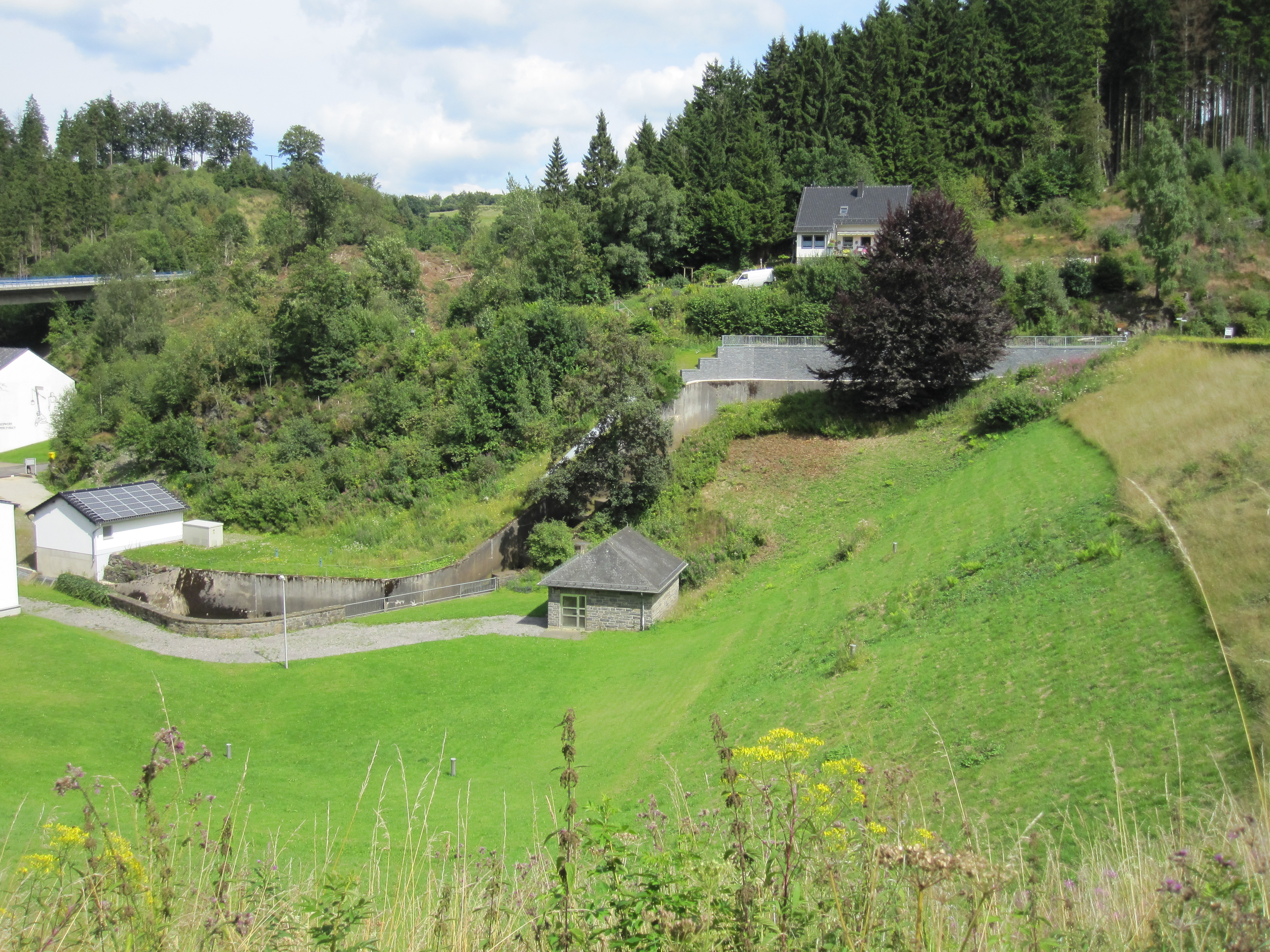
Damm, luftseitige Ansicht